# Heliconius tilletti
Heliconius tilletti är en fjärilsart som beskrevs av Brown och Yépez 1976. Heliconius tilletti ingår i släktet Heliconius och familjen praktfjärilar. Inga underarter finns listade i Catalogue of Life.